# Vicente Fernandes
Vicente Fernandes (Bissau, 5 de abril de 1959) é um empresário e político guineense. É líder do Partido da Convergência Democrática.

## Biografia
É licenciado em Direito, pela Universidade Clássica de Lisboa. Entre 1987 a 1988 fez a formação diplomática pelo Instituto de Relações Internacionais do Instituto Superior de Ciências Sociais e Políticas. Fez a Magistratura Judicial pelo Centro de Estudos Judiciais de Lisboa, em 1989. Membro do Partido da Convergência Democrática (PCD), onde desempenhou a função do secretariado pelos assuntos jurídicos, em 1992. Eleito Presidente do PCD em 2013. Membro da Ordem dos Advogados da Guiné-Bissau. Foi diretor do cartório do Contencioso Aduaneiro da Direção-Geral das Alfândegas , em 1998.